# Wygoda (powiat czarnkowsko-trzcianecki)
Wygoda – osada leśna w Polsce położona w województwie wielkopolskim, w powiecie czarnkowsko-trzcianeckim, w gminie Trzcianka.
W latach 1975–1998 miejscowość administracyjnie należała do województwa pilskiego.